# Chủ nghĩa ly khai

Bức tranh tường theo chủ nghĩa độc lập của người Catalan ở Belfast, một ví dụ về chủ nghĩa ly khai sắc tộc.

Chủ nghĩa ly khai (Tiếng Anh: separatism) là sự ủng hộ việc tách ra của một quốc gia có sự phân chia về văn hoá, sắc tộc, bộ tộc, tôn giáo, chủng tộc, chính phủ hoặc giới tính ra khỏi một nhóm lớn hơn. Mặc dù nó thường đề cập đến sự ly khai chính trị đầy đủ, các nhóm ly khai có thể chỉ tìm kiếm quyền tự trị lớn hơn. Trong khi một số nhà phê bình có thể đánh đồng chủ nghĩa ly khai với sự phân chia tôn giáo, phân chia chủng tộc, hoặc phân chia giới tính, hầu hết những người ủng hộ chủ nghĩa ly khai lập luận rằng sự ly khai theo sự lựa chọn không giống như sự phân chia của chính phủ và có thể phục vụ các mục đích hữu ích. Có một số cuộc tranh luận học thuật về định nghĩa này, và đặc biệt là nó liên quan đến ly khai, và được tranh cãi trực tuyến.
Các nhóm ly khai thực hiện một hình thức chính trị định danh, "hoạt động chính trị và lý thuyết hóa được thành lập trong những kinh nghiệm chia sẻ về sự bất công của các thành viên trong các nhóm xã hội nhất định". Những nhóm như vậy tin rằng những nỗ lực hội nhập với các nhóm thống trị sẽ làm ảnh hưởng đến tính chính danh của họ và khả năng theo đuổi sự tự quyết của bản thân họ. Tuy nhiên, các yếu tố kinh tế và chính trị thường rất quan trọng trong việc tạo ra các phong trào ly khai mạnh mẽ như trái ngược với các phong trào định danh ít tham vọng hơn.